# Francueil
Francueil – miejscowość i gmina we Francji, w Regionie Centralnym, w departamencie Indre i Loara.
Według danych na rok 1990 gminę zamieszkiwało 890 osób, a gęstość zaludnienia wynosiła 69 osób/km² (wśród 1842 gmin Regionu Centralnego Francueil plasuje się na 447. miejscu pod względem liczby ludności, natomiast pod względem powierzchni na miejscu 994.).